# Тириоло
Тириоло (итал. Tiriolo) — коммуна в Италии, располагается в регионе Калабрия, подчиняется административному центру Катандзаро.
Население составляет 4073 человека, плотность населения составляет 140,5 чел./км². Занимает площадь 29 км². Почтовый индекс — 88056. Телефонный код — 0961.
Покровительницей коммуны почитается Пресвятая Богородица (Дева Мария Снежная), празднование 5 августа.